# ایستگاه متروی امام حسین
ایستگاه متروی امام حسین ممکن است به یکی از موارد زیر گفته شود:
- ایستگاه متروی امام حسین (تهران) یکی از ایستگاه‌های خط ۲ و ۶ مترو تهران.
- ایستگاه متروی امام حسین (شیراز) یکی از ایستگاه‌های خطوط ۱ و ۲ مترو شیراز.
- ایستگاه متروی امام حسین (تبریز) یکی از ایستگاه‌های خط ۱ مترو تبریز.
- ایستگاه متروی امام حسین (اصفهان) یکی از ایستگاه‌های خط ۱ مترو اصفهان.